# Districtul Azazga
Azazga este un district din provincia Tizi-Ouzou, Algeria.